# Elsa Olenius

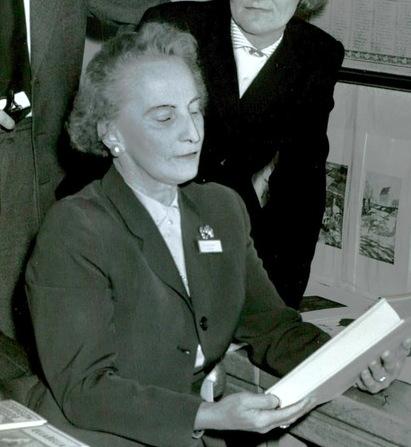
Elsa Olenius (1954)

Elsa Viktoria Olenius (* 30. September 1896 in der Gemeinde Bollnäs; † 25. August 1984 in Stockholm) war eine schwedische Bibliothekarin, Literaturwissenschaftlerin, Theaterpädagogin und Autorin.
Elsa Olenius war eine bedeutende Vorreiterin beim schwedischen Kindertheater und im Bereich der Kinderliteratur. In den 1940er Jahren gründete sie das Barnens Egen Teater, das später zum Vår Teater umbenannt wurde.
Sie war Teil der Jury eines Schreibwettbewerbs von Rabén und Sjögren, bei dem Astrid Lindgren ihr erstes Buch Britt-Mari erleichtert ihr Herz vorstellte und den zweiten Preis gewann.

## Biografie

### Kindheit und Jugend
Elsa Olenius wurde 1896 in Bollnäs geboren. Sie war das einzige Kind von Otto Söderström und Blenda Johnson. Beide Eltern interessierten sich fürs Theater. Olenius Vater war außerdem Amateurmusiker. Zum ersten Mal kam Elsa Olenius als Kind mit dem Theater in Kontakt, nachdem ihre Familie nach Örebro gezogen war. Später nahm sie an Schultheateraufführungen teil. Dann trat sie dem Studententheater in Uppsala bei. Im Alter von 17 Jahren schloss sie das private Gymnasium in Uppsala ab.
1919 heiratete sie den Dienstinspektor Nils Edvin Olenius (*  11. Mai 1893 in Vitsand, Värmland; † 19. Dezember 1964 in Lidingö).
Von 1925 bis 1927 war Elsa Olenius in der Stockholmer Kinder- und Jugendbibliothek tätig. Am 16. Dezember 1927 wurde sie in der zweiten Filiale der Stockholmer Stadtbibliothek in Södermalm als Bibliothekarin eingestellt.

### Karriere
Während ihrer Zeit als Bibliothekarin in der Hornsgatans Bibliothek begann Elsa Olenius, Märchen für Kinder zu erzählen. In den 1930er Jahren eröffnete sie ihr erstes Kindertheater. Kinder traten dort in Theaterstücken auf oder führten Pantomime vor.
Im Jahr 1942 konnte Elsa Olenius mit Unterstützung des sozialdemokratischen Kommunalpolitikers Oscar Larsson einen Theaterraum übernehmen, in dem Ingmar Bergman zuvor Theaterstücke für Kinder und Erwachsene inszeniert hatte. Dort hielt Olenius samstags einen Tag der offenen Tür für Kinder. Kinder zwischen 7 und 16 Jahren durften Pantomimentheater ausprobieren und im Theaterspiel Märchen fortsetzen und erweitern. Das Theater hieß zunächst Barnens Egen Teater. 1955 wurde das Theater zu einer eigenständigen Einrichtung innerhalb des Kinderhilfeausschusses. Außerdem wurden neue Filialen in den Vororten von Stockholm eröffnet. Zu diesem Zeitpunkt änderte sich auch der Name des Theaters zu Vår Teater.
Elsa Olenius absolvierte einen Theatermanagementkurs. Sie veröffentlichte mehrere Sammlungen von Theaterstücken. Olenius war der Auffassung, dass das Spielen dieser Theaterstücke Kindern dabei hilft sich weiterzuentwickeln und ihre Persönlichkeit zu stärken.
Von 1946 an arbeitete Elsa Olenius mit Astrid Lindgren zusammen. Sie inszenierte unter anderem mehrere von Astrid Lindgrens Theaterstücken. Außerdem half sie Lindgren ihre Literatur zu vermarkten. Es entstand eine Freundschaft, die sich bis zu Olenius Tod im Jahr 1984 hielt. Die Freundinnen machten internationale Schlagzeilen, als sie in den 1970er Jahren in Stockholm an der Skånegatan 63 zusammen auf einen Baum kletterten.

## Bibliografie
- Med Britta och bilen på långresa 1938
- Barnteater 1957
- Vår teater 1960
- John Bauers sagovärld 1966
- Nordische Märchen- und Sagenwelt: ein Streifzug durch die Welt der Kobolde und Trolle, der Ritter und Prinzessinnen, der grossen und kleinen Leute: die bekanntesten nordischen Märchen und Sagen (herausgegeben und ausgewählt von Elsa Olenius, 1978)

## Preise und Auszeichnungen
- Expressens Heffaklump, 1979
- Gulliverpriset, 1981
- Vingpennan von der Litteraturfrämjandet (Leseförderung), 1981
- Bengt Hjelmqvists pris, 1984